# Hemiceras cabnala
Hemiceras cabnala är en fjärilsart som beskrevs av William Schaus 1933. Hemiceras cabnala ingår i släktet Hemiceras och familjen tandspinnare. Inga underarter finns listade i Catalogue of Life.